# 王庭凱
王庭凱（1967年1月—），男，汉族，吉林長春人，中华人民共和国政治人物。吉林大学法学院经济法学系经济法专业毕业，在职研究生学历，法律硕士。现任中共天津市委常委、市纪委书记，天津市监察委员会主任。中共第二十届中央候补委员。

## 生平
1986年至1990年在吉林大學學習经济法，畢業後成為长春市人民检察院科员，長期在长春市任職，歷任长春经济技术开发区政策研究室副主任科员、团委筹备组组长、团委书记、政策研究室副主任、长春市宽城区区长助理、长春经济技术开发区招投标管理处处长、政府采购办公室主任，2001年出任中共九台市委常委、副市长，2003年至2004年任長春市發展與計劃委員會副主任，2004年至2005年任長春市人民政府副秘书长，2005年至2010年任中共長春市綠園区委副书记、區政府区长，2010年至2013年中共长春市二道区黨委書記。
2013年4月至2016年8月任长春经济技术开发区管委会主任、党工委副书记（正廳級），2015年7月至2018年2月任中共長春市委常委、宣傳部部長。2018年2月任中共吉林市委書記。
2020年9月29日，吉林省十三届人大常委会第二十四次会议决定任命王庭凯为吉林省人民政府副省长。
2021年6月，调任中共天津市委常委、教工委书记。
2022年6月，任中共天津市委常委、政法委书记。2024年3月，任中共天津市纪委书记，天津市监察委员会副主任、代理主任，隔年1月当选为天津市监察委员会主任。